# Pinoyscincus jagori
Espèce
Synonymes
- Lygosoma jagori Peters, 1864
- Sphenomorphus jagori (Peters, 1864)
- Sphenomorphus palustris Taylor, 1915
- Sphenomorphus jagori grandis Taylor, 1922
- Sphenomorphus jagori jagori (Peters, 1864)

Statut de conservation UICN

 LC  : Préoccupation mineure
Pinoyscincus jagori est une espèce de sauriens de la famille des Scincidae.

## Répartition

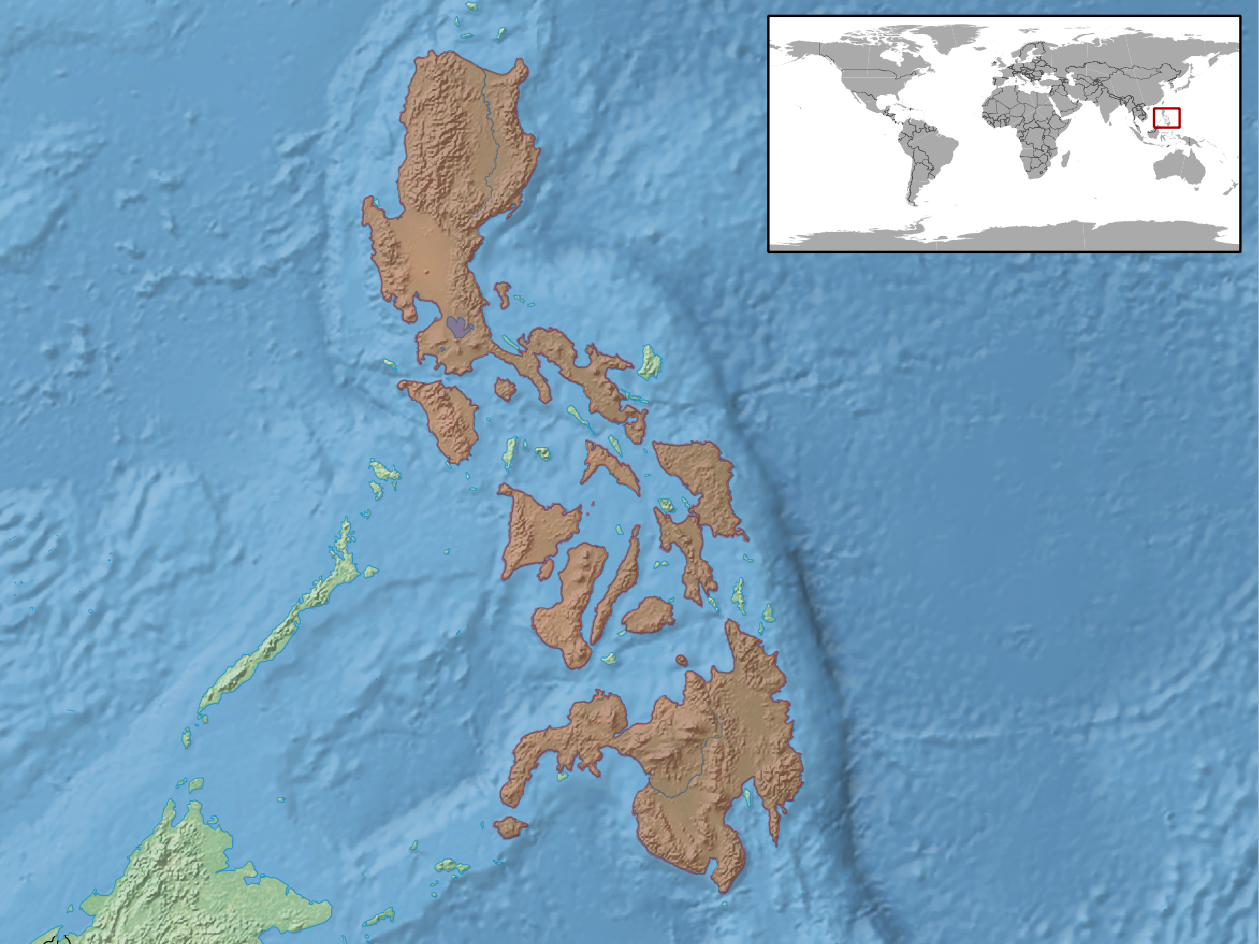
Répartition de l'espèce.

Cette espèce est endémique des Philippines.

## Liste des sous-espèces
Selon The Reptile Database (23 novembre 2012) :
- Pinoyscincus jagori grandis (Taylor, 1922)
- Pinoyscincus jagori jagori (Peters, 1864)

## Étymologie
Cette espèce est nommée en l'honneur d'Andreas Fedor Jagor.

## Publications originales
- Peters, 1864 : Die Eidechsenfamilie der Scincoiden, insbesondere über die Schneider'schen, Wiegmann'schen und neue Arten des zoologischen Museums. Monatsberichte der Königlichen Akademie der Wissenschaften zu Berlin, vol. 1864, p. 44-58 (texte intégral).
- Taylor, 1922 : The lizards of the Philippine Islands. Department of Agriculture and Natural Resources, Bureau of Science, Government of the Philippine Islands, Manila, no 17, p. 1-269.